# Tångeröd södra, Snippen och Manhöjden
Tångeröd södra, Snippen och Manhöjden var en av SCB avgränsad och namnsatt småort i Tjörns kommun i Bohuslän. Den omfattade bebyggelse i de tre sammanväxta byarna i Valla socken och har som småort burit lite olika namn beroende på vilka områden som ingått. Området räknas sedan 2015 som en del av tätorten Höviksnäs.